# Piotr Klemm
Piotr Franciszek Klemm (ur. 4 maja 1939) – profesor doktor habilitowany inżynier, dziekan wydziału Budownictwa, Architektury i Inżynierii Środowiska Politechniki Łódzkiej (1984–1987).

## Życiorys
Klemm latach 1984–1987 był dziekanem wydziału Budownictwa, Architektury i Inżynierii Środowiska Politechniki Łódzkiej. W latach 1985–2010 był także kierownikiem Zakład Budownictwa Ogólnego i Fizyki Budowli na Wydziale. W latach 1987–1990 pełnił funkcję prorektora Politechniki Łódzkiej w kadencji rektorskiej Czesława Strumiłły. Jest członkiem Łódzkiego Towarzystwa Naukowego. Był członkiem Komitetu Inżynierii Lądowej i Wodnej PAN.
Jest autorem receptur kleju Grupy Atlas, z czasem zostając wspólnikiem założycieli firmy.

## Odznaczenia
- Jubileuszowy Medal 75-lecia Polskiego Związku Inżynierów i Techników Budownictwa w Łodzi[9]